# Sciara palliceps
Sciara palliceps är en tvåvingeart som beskrevs av Edwards 1928. Sciara palliceps ingår i släktet Sciara och familjen sorgmyggor. Inga underarter finns listade i Catalogue of Life.